# Anders Södergren
Pour les articles homonymes, voir Södergren.
Anders Södergren, né le 17 mai 1977 à Söderhamn, est un fondeur suédois. Notamment champion olympique en relais en 2010 à Vancouver ainsi que deux fois vice-champion du monde en individuel, il s'impose deux fois sur le prestigieux cinquante kilomètres de Holmenkollen. 

## Biographie
Membre du Hudiksvalls IF, il connaît sa première sélection internationale aux Championnats du monde junior, à Canmore en 1997. Deux ans plus tard, il  est au départ pour ses débuts en Coupe du monde à Falun, puis marque ses premiers points en décembre de la même année, se classant 25e du sprint à Garmisch-Partenkirchen. Le Suédois prend part aux Championnats du monde en 2001 à Lahti, pour deux quinzièmes places à l'arrivée. En 2002, il fait sa percée dans le top dix, avec deux quatrièmes places à Lahti et Oslo, ainsi qu'une deuxième place en relais à Falun, pour monter sur son premier podium à ce niveau. 
En décembre 2002, Södergren finit deuxième de la poursuite à Ramsau, entouré de trois Allemands dans le top 4. Aux Championnats du monde 2003, il décroche sa première médaille avec le relais (en bronze) en compagnie de Mathias Fredriksson, Per Elofsson et Jörgen Brink. Il clôt ses championnats par le gain d'une médaille d'argent sur le cinquante kilomètres libre, remporté par Martin Koukal. Au mois de mars, il devient victorieux dans un relais de Coupe du monde à Falun. 
En fin d'année 2003, il totalise quatre podiums individuels, dont deux en poursuite et deux sur quinze kilomètres classique. En 2004-2005, il ajoute un seul podium individuel à son palmarès, se faisant battre pour la victoire par Vincent Vittoz de 3 dixièmes de seconde à l'arrivée du trente kilomètres libre de Ramsau.
En janvier 2006, il s'offre une deuxième place à la poursuite d'Oberstdorf, juste derrière le favori local Tobias Angerer. Aux Jeux olympiques de Turin, peu après, il signe trois top dix en individuel, dont uns cinquième place à la poursuite, puis prend la médaille de bronze en relais avec Mats Larsson, Johan Olsson et Mathias Fredriksson. De retour sur la Coupe du monde, il domine la concurrence sur le cinquante kilomètres libre à Holmenkollen, pour engranger son premier succès dans l'élite.
Il court au plus haut niveau jusque lors de la saison 2014-2015.

## Palmarès

### Jeux olympiques
| Épreuve / Édition | Sprint                           | Sprint                           | 15 km                            | 15 km                            | Poursuite / Skiathlon 2 × 15 km | 50 km | Relais | Relais    |
| Épreuve / Édition | libre                            | classique                        | libre                            | classique                        | Poursuite / Skiathlon 2 × 15 km | 50 km | Sprint | 4 × 10 km |
| JO 2006 Turin     | —                                | Épreuve inexistante à cette date | Épreuve inexistante à cette date | 10e                              | 5e                              | 6e    | —      | Bronze    |
| JO 2010 Vancouver | Épreuve inexistante à cette date | —                                | 25e                              | Épreuve inexistante à cette date | 10e                             | 9e    | —      | Or        |
| JO 2014 Sotchi    | —                                | Épreuve inexistante à cette date | Épreuve inexistante à cette date | -                                | 13e                             | 7e    | —      | —         |

Légende
- : pas d'épreuve
- — : n'a pas participé à l'épreuve

### Championnats du monde
| Épreuve / Édition     | Épreuve / Édition         | Lahti 2001 | Val di Fiemme 2003 | Oberstdorf 2005 | Sapporo 2007 | Liberec 2009 | Oslo 2011 | Val di Fiemme 2013 | Falun 2015 |
| 10 km                 | 10 km                     |            |                    | 9e              |              |              |           |                    |            |
| 15 km                 | Libre                     |            |                    | 15e             | 10e          | 18e          |           |                    |            |
| 15 km                 | Classique                 |            |                    |                 |              | 18e          | 22e       |                    |            |
| 30 km                 | Classique                 | 15e        |                    |                 |              |              |           |                    |            |
| 30 km                 | Classique départ en masse |            | 11e                |                 |              |              |           |                    |            |
| 50 km                 | Classique départ en masse |            |                    | 5e              | 14e          |              |           | 15e                | 15e        |
| 50 km                 | Libre départ en masse     | 15e        | Argent             |                 |              | DNS          | 14e       |                    |            |
| Poursuite / Skiathlon | 2 × 15 km                 |            |                    | 5e              | 8e           | Argent       | 20e       | 19e                |            |
| Poursuite / Skiathlon | 2 × 10 km                 |            | 15e                |                 |              |              |           |                    |            |
| Relais 4 × 10 km      | Relais 4 × 10 km          |            | Bronze             | 7e              | Bronze       |              | Argent    |                    |            |

Légende
- : pas d'épreuve
- case vide : n'a pas participé à l'épreuve
- DNS : inscrit, mais non partant

### Coupe du monde
- Meilleur classement général : 7e en 2008.
- 19 podiums : 
  - 14 podiums en épreuve individuelle : 3 victoires, 4 deuxièmes places et 7 troisièmes places.
  - 6 podiums en épreuve par équipes :  1 victoire, 2 deuxièmes places et 3 troisièmes places.

#### Détail des victoires
| Épreuve / Édition | 15 km classique | 50 km libre |
| 2006              |                 | Oslo        |
| 2008              |                 | Oslo        |
| 2009              | Valdidentro     |             |

#### Classements en Coupe du monde
| Année     | Classement général final | Classement distance | Classement sprint |
| 1999-2000 | 97e                      | 66e                 | 71e               |
| 2000-2001 | 125e                     |                     |                   |
| 2001-2002 | 43e                      |                     |                   |
| 2002-2003 | 16e                      |                     |                   |
| 2003-2004 | 10e                      | 8e                  |                   |
| 2004-2005 | 24e                      | 13e                 |                   |
| 2005-2006 | 8e                       | 3e                  |                   |
| 2006-2007 | 15e                      | 8e                  |                   |
| 2007-2008 | 7e                       | 5e                  | 42e               |
| 2008-2009 | 37e                      | 22e                 |                   |
| 2009-2010 | 32e                      | 26e                 |                   |
| 2010-2011 | 39e                      | 26e                 |                   |
| 2011-2012 | 54e                      | 32e                 |                   |
| 2012-2013 | 81e                      | 52e                 |                   |
| 2013-2014 | 120e                     | 73e                 |                   |
| 2014-2015 | 118e                     | 69e                 |                   |

### Coupe de Scandinavie
- 8e du classement général en 2013.
- 3 podiums.